# Municipio de Harrisburg (Iowa)
El municipio de Harrisburg (en inglés: Harrisburg Township) es un municipio ubicado en el condado de Van Buren en el estado estadounidense de Iowa. En el año 2010 tenía una población de 343 habitantes y una densidad poblacional de 3,63 personas por km².

## Geografía
El municipio de Harrisburg se encuentra ubicado en las coordenadas 40°46′36″N 91°47′18″O / 40.77667, -91.78833. Según la Oficina del Censo de los Estados Unidos, el municipio tiene una superficie total de 94.59 km², de la cual 94,52 km² corresponden a tierra firme y (0,07 %) 0,07 km² es agua.

## Demografía
Según el censo de 2010, había 343 personas residiendo en el municipio de Harrisburg. La densidad de población era de 3,63 hab./km². De los 343 habitantes, el municipio de Harrisburg estaba compuesto por el 99,13 % blancos y el 0,87 % eran de una mezcla de razas. Del total de la población el 0,87 % eran hispanos o latinos de cualquier raza.